# Al Franken
Al Franken (Manhattan, 1951. május 21. –) az Amerikai Egyesült Államok Minnesota államának szenátora.